# Levhart africký
Levhart africký (Panthera pardus pardus) je poddruh levharta skvrnitého. Jedná se o základní, nejpočetnější a nejrozšířenější subspecii této kočkovité šelmy. Žije ve velké části afrického kontinentu téměř výhradně jižně od Sahary. Do roku 1996 byl rozdělen na mnoho dalších poddruhů, ale poté došlo k jeho sjednocení do jediného. Velikost a zbarvení je značně proměnlivé, záleží na místě výskytu. Hmotnost dospělých jedinců se pohybuje od 17 kg po více než 90 kg. Mezi jeho nejdůležitější kořist patří středně velcí a malí kopytníci a primáti. Lvi, hyeny a psi hyenovití představují jejich úhlavní nepřátele, zatímco gepardi jsou především potravními konkurenty. Hlavní hrozbou pro něj je lov a fragmentace životního prostředí. IUCN poddruh v současnosti (2016) nevyhodnocuje a zahrnuje ho do celkového hodnocení druhu.

## Nomenklatura
Levhart africký byl vědecky popsán a zařazen Carlem Linném v díle Systema naturae 1758. V té době ještě nebyl levhart skvrnitý dělen na poddruhy. V 19. a 20. století došlo k rozčlenění afrických levhartů postupně na 12 až 15 poddruhů, které byly vydělovány na základě míst výskytu, velikosti a zbarvení. Nicméně v roce 1996 byly tyto subspecie podrobeny genetickému zkoumání a výsledkem bylo ujednocení do jediného afrického poddruhu Panthera pardus pardus. Jako nominátní poddruh byl vybrán levhart súdánský, který žil především na území Sahelu.
Levhart skvrnitý se vyvinul s největší pravděpodobností v Africe, tudíž levhart africký je základním poddruhem, z něhož ostatní poddruhy derivovaly. Nejstarší nálezy druhu Panthera pardus máme z Laetoli v Tanzanii a jsou staré asi 3,5 milionu let. Otázka zní, zda je možno tyto fosilie pojmenovat již názvem levhart africký. Ve své klasické současné podobě se levhart skvrnitý-africký objevuje v Africe asi před 470 000 až 850 000 lety, odkud následně migroval do Asie.

## Popis
Levhart africký představuje pestrou subspecii, jejíž lokální formy a rasy dosahují různých velikostí a jejichž srst může mít velmi světlou podkladovou barvu či naopak tmavou s hustě rozmístěnými skvrnami. Levhart africký vytváří i melanické formy, ale ty nejsou tak časté jako je tomu u levhartů indočínských, indických a jávských.

Nejmenší levharti žijí v oblasti Kapska a váží 17 kg (nejmenší samice; průměr samic 21,2 kg) až 45 kg (největší samec; průměr samců 30,9 kg). Samci z Krugerova národního parku mají průměrnou hmotnost 60,6 kg, samice 37,4 kg, což je řadí mezi největší africké levharty. Šest samců odchycených koncem 20. století v Namibii vážilo v průměru 45,9 kg (39 až 51 kg), pět samic 30,3 kg (24 až 33,5 kg). 20 jedinců měřených v Zimbabwe mělo rozptyl hmotností od 28 kg (nejmenší samice; průměr pro samice 31,5 kg) po 71,3 kg (největší samec; průměr pro samce 59,6 kg). K lesním levhartům existuje málo spolehlivých údajů. V Gabonu vážila jedna samice 26 kg, samci pak 34 a 41 kg. v Národním parku Taï v Pobřeží slonoviny byl odchycen samec s hmotností 56 kg a samice vážící 32 a 34 kg. V Keni bylo v 70. letech 20. století odchyceno a změřeno několik levhartů. Samice vážily 33, 43 (březí) a 44 kg, samci 40 (podvyživený jedinec, držený v nevhodných podmínkách v zajetí), 46, 51, 53, 62, 64 a 73 kg. Absolutně nejtěžším africkým levhartem byl samec pocházející z Namibie, který vážil 96 kg.

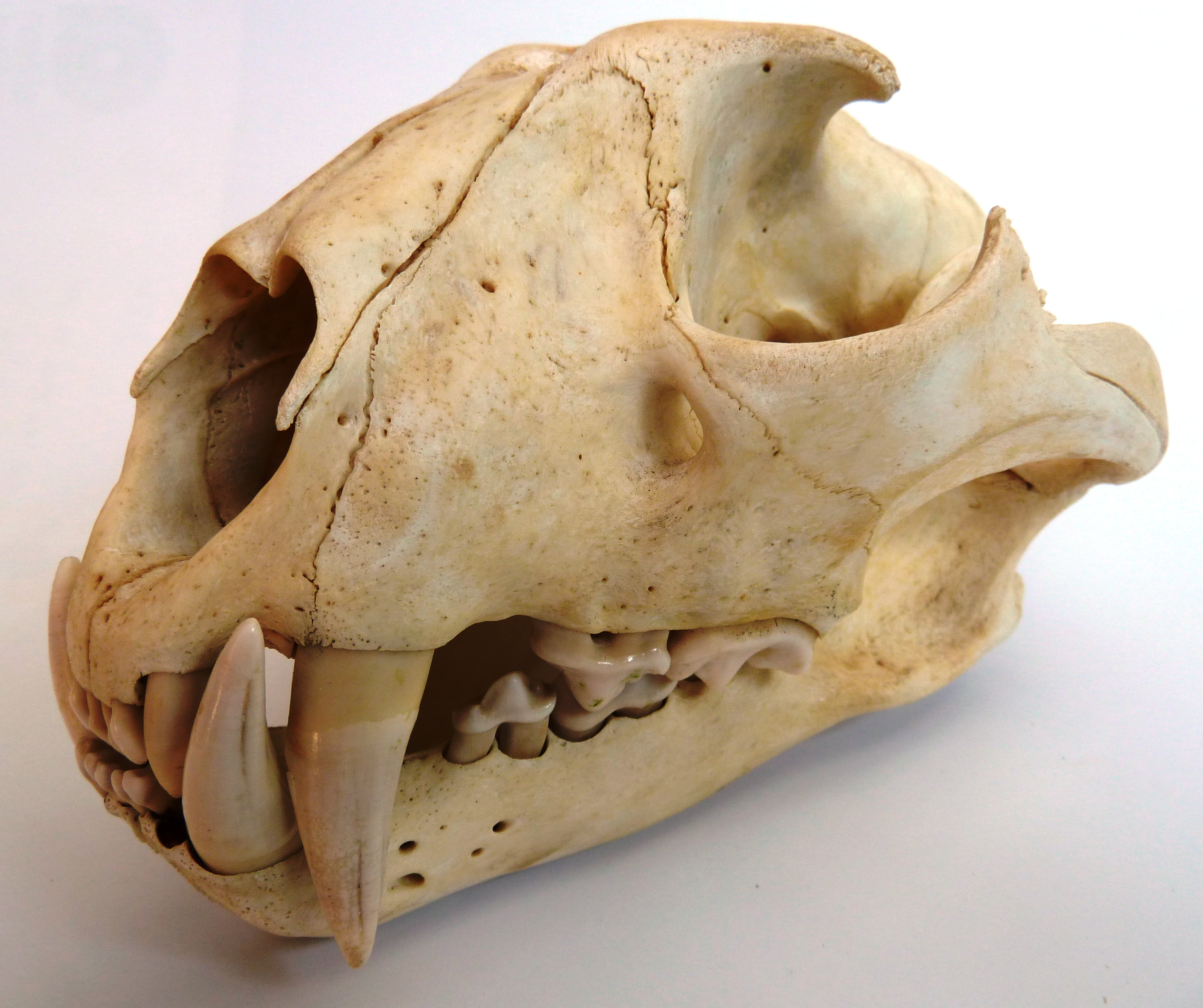
Lebka samice levharta afrického

## Rozšíření
Až do 18. století obýval levhart podstatnou část Afriky. Nevyskytoval se pouze na Sahaře (kromě malých ostrůvků), v Namibské poušti a v některých rozlohou marginálních oblastech (např. na vrcholech nejvyšších pohoří). Za posledních cca 200 let však došlo k velkému úpadku. Celková ztráta území dosahuje 48–67% od konce 18. století.
Z původních 891 817 km² území Severní Afriky se v současnosti (2014) levharti vyskytují na 29 221 km², což představuje úbytek 97 %. Jejich poslední zbytky přežívají v jihovýchodním Egyptě při hranici se Súdánem a možná i v pohoří Ahaggar v Alžírsku, kde byl v roce 2005 nalezen levhartí trus, nicméně žádná další evidence od té doby nebyla získána. Populace v Maroku velmi pravděpodobně již neexistuje, ale s jistotou to potvrdit ještě nelze.
V Západní Africe došlo k masivní fragmentaci areálu, většinou kvůli změně životního prostředí, ačkoliv celková ztráta území není tak velká jako v Severní Africe (86–95%). Levharti zde stále žijí v Senegalu, Guineji, Libérii, Pobřeží slonoviny, Burkině Faso, Ghaně, Beninu, Nigeru a Nigérii. Jejich výskyt je často omezen na nemnohé národní parky (NP Niokolo-Koba, NP Outamba Kilimi, Gola National Forest, NP Lofa-Mano, NP Sapo, NP Mole).
Ve Střední Africe lze levharty nalézt v Demokratické republice Kongo, v Kamerunu, Gabonu, Republice Kongo, Středoafrické republice, Čadu a v Jižním Súdánu. Zvláště v Dem. rep. Kongo došlo k rozkouskování areálu kvůli lidským aktivitám (pytláctví, lov zvířat kvůli obchodu a masu). Jádrovými oblastmi jsou poměrně velká a kompaktní území výskytu v Republice Kongo, Gabonu, rozsáhlé regiony obývá tato šelma i v Středoafrické republice a jižním Súdánu.
Etiopie, Keňa a Tanzanie jsou z hlediska výskytu levharta nejdůležitějšími státy Východní Afriky, ačkoliv i zde došlo k nezanedbatelnému úbytku. Levhart dále žije v severní Ugandě a v malých částech Somálska a Eritrey. Z Džibutska a Súdánu tato šelma buď zmizela nebo je zde velmi vzácná, v Zanzibaru se od konce 90. let 20. století rovněž nevyskytuje.
Jižní Afrika je oblastí s nejpočetnějšími a nejzdravějšími populacemi levharta, a tak je někdy považována za jakousi pevnost pro celý druh. Levharti žijí v Angole, Namibii, Botswaně, Zambii, Zimbabwe, Mosambiku a v malých počtech i v Malawi. Jihoafrická republika přišla v minulosti prakticky o veškerou centrální populaci a v současnosti se zde levharti vyskytují jen podél hranic, v údolí velkých řek (Limpopo) a v některých pobřežních a horských územích.

## Populace
Levhart africký je zdaleka nejpočetnějším poddruhem, jehož množství několikanásobně přesahuje počet všech ostatních subspecií dohromady. Předpokládá se, že celkem žije v Africe mnoho desítek tisíc či možná dokonce několik stovek tisíc levhartů. Přesné údaje však stále chybějí. V roce 1988 Rowan B. Martin a Tom de Meulenaer ve své studii Survey of the status of the leopard (Panthera pardus) in subSaharan Africa vydanou CITES publikovali první odhad celoafrické populace. Podle nich zde v 80. letech žilo okolo 714 000 levhartů (rozptyl 598 000 až 854 000). K tomuto výpočtem vytvořenému číslu došli především na základě extrapolace vhodného prostředí, množství srážek a dostupnosti potravy. Tyto údaje záhy vyvolaly silnou kritiku. Většina kritiků se shodla na tom, že počet je výrazně nadhodnocený a pravděpodobně bude rozhodně méně než poloviční. Přesto jde i začátkem 21. století o údaj, z něhož mnohé instituce ve svých odhadech vycházejí.
K některým státům přece jen existují erudované odhady o počtech kusů. V Jihoafrické republice žilo v roce 2008 asi 4250 jedinců, k roku 2014 se toto číslo změnilo jen minimálně (4478). V gabonských národních parcích žilo v roce 2006 zhruba 2358 zvířat, což představovalo cca 50 % celkové populace v zemi. Odhad pro Namibii v roce 2004 činil 7745 levhartů.

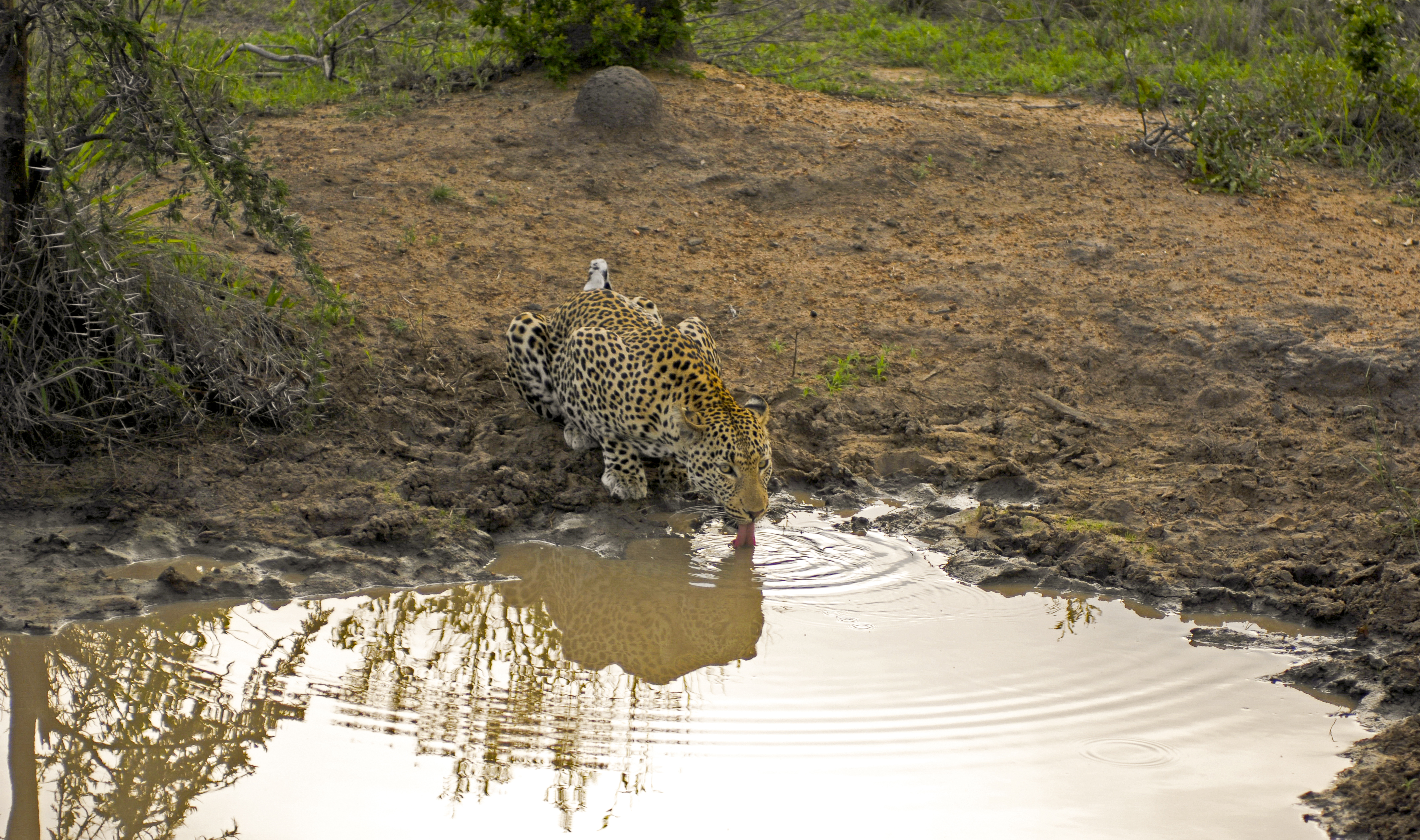
Pijící levhart v Krugerově národním parku

## Ekologie a chování
Levhart africký je samotářská šelma, čímž se liší od lvů a také gepardů. Je to především noční živočich, ale může být aktivní i kdykoliv během dne. Lesní formy kopírují aktivitu své kořisti, což je činí šelmami s celodenní aktivitou. Velikost jejich teritoria záleží na množství kořisti a pohybuje se od 6 km² (NP Serengeti, Krugerův NP) po 2182 km² (Kalahari).

### Potrava

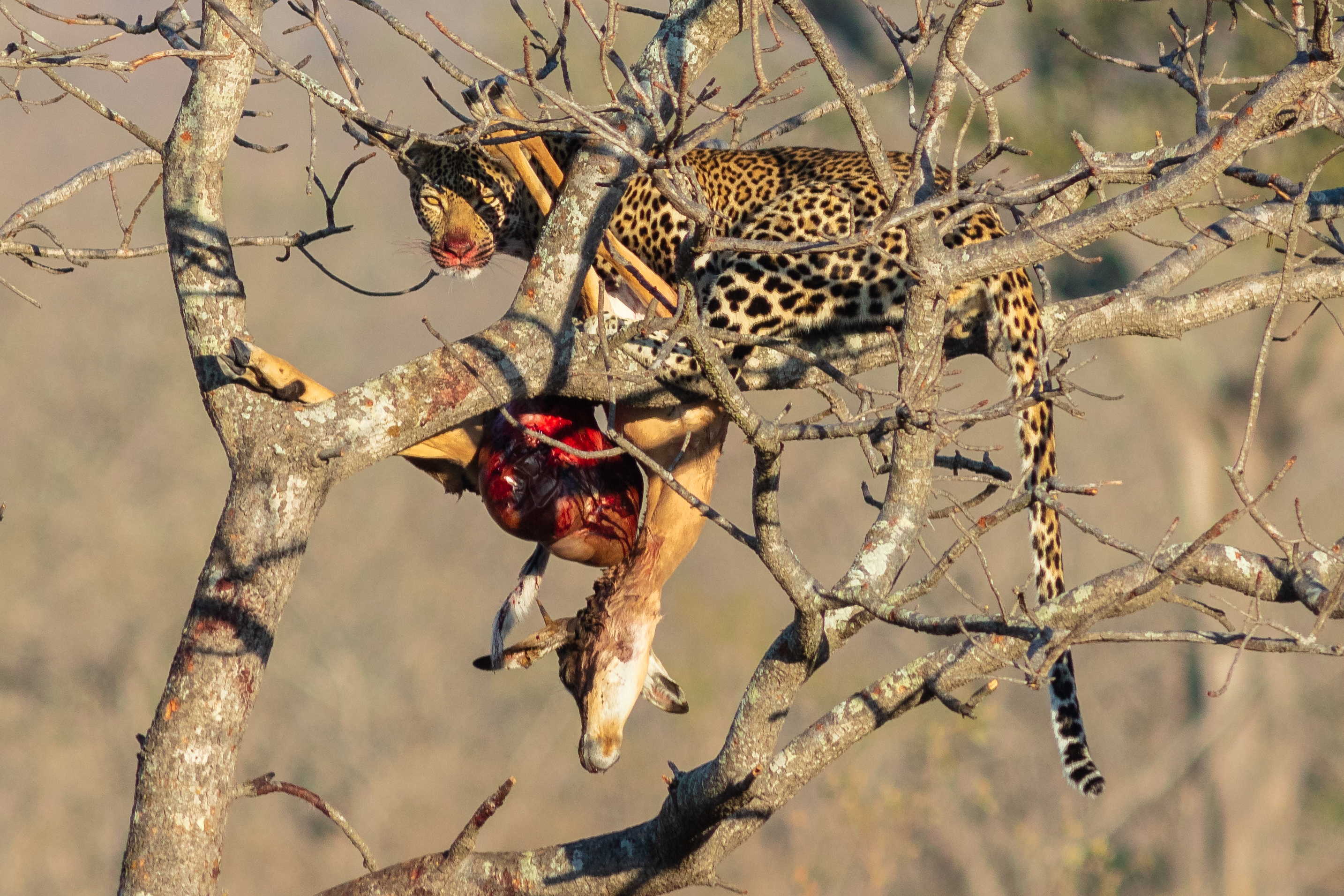
Levhart s ulovenou a na strom vytaženou impalou

Levhart africký je predátor a výhradní masožravec. Živí se především zvířaty, jež sám ulovil, ale nepohrdne ani mršinami. Na svém jídelníčku má nejméně 92 druhů živočichů. Podrobné výzkumy zjistily, že výrazně upřednostňuje zvířata ve váhovém rozsahu 10–40 kg, přičemž nejčastější hmotnost jejich kořisti je 23–25 kg.
Nejběžnější kořistí levhartů afrických jsou různí kopytníci, především impala (Aepyceros melampus), chochlatka křovinná (Cephalophus natalensis), chocholatka schovávaná (Sylvicapra grimmia), antilopa travní (Raphicerus campestris), lesoň (Tragelaphus scriptus), prase bradavičnaté (Phacochoerus sp.), pakůň žíhaný (Connochaetes taurinus), gazela Thomsonova (Gazella thomsonii) a kančil vodní (Hyemoschus aquaticus). Lesní levharti pak ještě loví štětkouna afrického (Potamochoerus porcus) a různé druhy primátů (kočkodany, mangabeje, mandrily, guerézy, šimpanze, bonoby, paviány a gorily). Dále levharti zabíjejí různé menší šelmy jako ženetky, cibetky, divoké kočky a psy (šakaly, lišky, psy ušaté). Někteří levharti preferují jako kořist dikobraze nebo zajícovce. Z ptáků nejčastěji loví holuby, perličky, koroptve, někdy dokonce i pštrosy, supy a tučňáky. Není-li dostupná větší kořist, pojídají i malé hlodavce a hmyz.

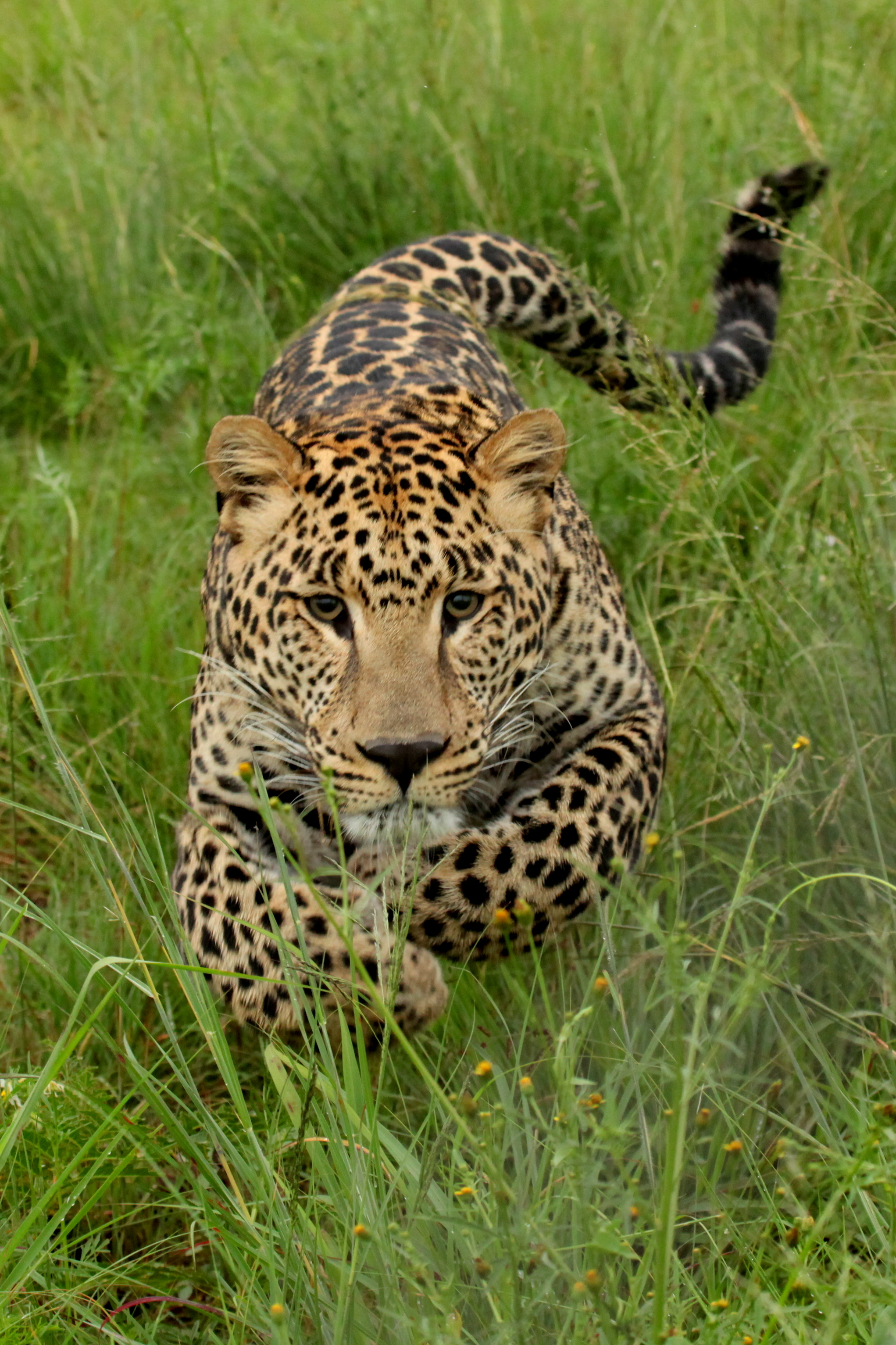
Útočící levhart (JAR)

### Rozmnožování
Levharti afričtí se rozmnožují celoročně. Samice během říje láká partnery svým pachem a chováním. Páření je krátké a časté a pár spolu zůstává 1 až 4 dny. Doba březosti trvá asi 96 dnů. Mláďata se rodí slepá a jejich nejčastější počet jsou dvě. Období prvního roku je krizové a nepřežije ho v průměru 50 % mláďat. Matka se o ně stará do věku 1 až 1,5 roku. Poté ještě žijí nějakou dobu v její blízkosti a následně odcházejí hledat si vlastní teritorium. Naděje na dožití (pokud jedinec přežije první krizový rok) v divočině bývá různá, ale obvykle se pohybuje okolo 10 let a nikdy ne více než 17 let.

### Konkurenti a nepřátelé
Hlavními potravními konkurenty levhartů afrických jsou gepardi, hyeny skvrnité a lvi. Nad gepardy mají levharti obvykle převahu a občas je i zabíjejí. U hyen a především lvů je tomu naopak. Obě tyto šelmy, jejichž výhodou je sdružování do smeček, berou levhartům kořist a především lvi, když mají možnost, tak je zabíjejí. Levharti před nimi obvykle prchají na strom. Smečka psů hyenovitých je rovněž schopna levharta připravit o úlovek či ho i usmrtit. Velkým nepřítelem levhartů jsou paviáni, kteří zároveň bývají i jejich kořistí. Pokud tlupa paviánů objeví tuto šelmu, napadá jí tak dlouho, dokud neopustí oblast nebo se neukryje. V některých oblastech Afriky je konkurentem levhartů i člověk, který ho přímo (loupení) či nepřímo (lov jeho kořisti) připravuje o kořist.

## Vztahy s lidmi

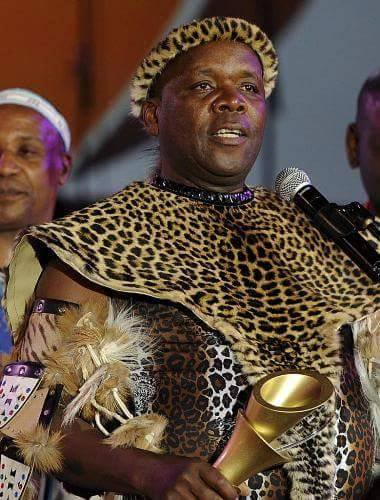
Tradiční oděvy Afričanů jsou mnohdy zhotoveny z levhartích kožešin

### Historie a kultura
Ve starověkém Egyptě i v původních afrických kmenových společenstvech symbolizoval levhart moc válečníků a náčelníků, neboť je odvážný a silný a zároveň mazaný. Leoparda a nikoliv lva považují mnohé kmeny za skutečného krále zvířat. Důvodem je to, že levhart je údajně chytřejší a lepší lovec a zároveň je sám hůře polapitelný. Tento náhled, který měl svůj odraz i v módě, neboť různí náčelníci a bojovníci nosili s oblibou levhartí kožešiny, platí zčásti i doposud. Konžský diktátor Mobutu Sese Seko se na veřejnosti téměř vždy objevoval ve své levhartí čepici. Značně negativní obraz požíval levhart mezi domorodci na Zanzibaru: byl považován za průvodce kouzelníků a spolu prý mohli za veškeré zlo, které místní lidi postihovalo. Na některých místech střední a západní Afriky existoval do poloviny 20. století krvavý kult tzv. leopardích mužů. Říkali si Anioto, nosili levhartí kůže a byli ozbrojeni ostrými kovovými háky, jimiž ubodávali své oběti k smrti. Provozovali rituály zahrnující v sobě kanibalismus, aby získali sílu a posílili i svůj kmen.

### Ohrožení
Hlavními hrozbami pro levharta afrického jsou lidé a jejich aktivity. Za prvé je to lov kvůli trofejím (především kožešinám), který byl rozšířen hlavně do 70. let 20. století, ale začátkem 21. století v některých afrických zemích stále probíhá. Dále je to lov kvůli obchodu s částmi levhartích těl, které jsou následně využívány v orientální ale i v tradiční domorodé medicíně. Třetí hrozbou je fragmentace životního prostředí, kdy se přirozený biotop levhartů mění na zemědělskou či obydlenou krajinu, přičemž tím lidé často i odstraňují či vytěsňují přirozenou potravu této kočkovité šelmy. Jeho přítomnost v kulturní krajině však následně zažehává další konflikty, neboť levharti pak začnou napadat domácí zvířata a ohrožují i samotné lidi, a ti se je proto snaží ze svého životního prostředí vystrnadit. Většinou jim kladou otrávené návnady nebo je chytají do pastí. Zásadním problémem pro levharty žijící v centrální Africe je konkurence ze strany lidí, kteří zde každoročně uloví obrovské množství divoce žijících zvířat kvůli masu (jen na pomezí Nigérie a Kamerunu jde o více než 900 000 živočichů neboli 12 000 tun masa za rok).

### Ochrana
Levhart je v současnosti (2016) veden v CITES Appendix I jako zvíře, s nímž je obchod omezen na 2560 kusů v rámci 11 zemí Afriky. Jednotlivé africké země však postupně zavádějí moratorium na komerční lov, neboť se snaží o obnovení levhartí populace a začínají preferovat příjmy z turistiky, která generuje větší zisky. 